# Tongliao
Tongliao (chinesisch 通辽市, Pinyin Tōngliáo Shì; ᠲᠦᠩᠯᠢᠶᠣᠤ ᠬᠣᠲᠠ Tüŋliyou qota) ist eine bezirksfreie Stadt im Osten des Autonomen Gebietes Innere Mongolei im Nordosten der Volksrepublik China. Sie befindet sich auf 43° nördlicher Breite und 122° östlicher Länge und ist aus dem Jirem-Bund (哲里木盟 Zhelimu Meng) hervorgegangen. Die ehemalige kreisfreie Stadt Tongliao wurde in den Stadtbezirk Horqin umgewandelt. Das Verwaltungsgebiet der Stadt Tongliao hat eine Fläche von 59.535 km² und ca. 3,12 Millionen Einwohner (2016). In dem eigentlichen städtischen Siedlungsgebiet von Tongliao leben 540.338 Menschen (Zensus 2010).

## Administrative Gliederung
Die Stadt Tongliao setzt sich auf Kreisebene aus einem Stadtbezirk, einer kreisfreien Stadt, einem Kreis und fünf Bannern zusammen. Diese sind:
- Stadtbezirk Horqin (科尔沁区), 3.212 km², 810.000 Einwohner (2004);
- Stadt Holin Gol (霍林郭勒市), 585 km², 70.000 Einwohner (2004);
- Kreis Kailu (开鲁县), 4.488 km², 390.000 Einwohner (2004), Hauptort: Großgemeinde Kailu (开鲁镇);
- Hure-Banner (库伦旗), 4.650 km², 180.000 Einwohner (2004), Hauptort: Großgemeinde Hure (库伦镇);
- Naiman-Banner (奈曼旗), 8.120 km², 430.000 Einwohner (2004), Hauptort: Großgemeinde Daqin Tal (大沁他拉镇);
- Jarud-Banner (扎鲁特旗), 17.193 km², 300.000 Einwohner (2004), Hauptort: Großgemeinde Lubei (鲁北镇);
- Mittleres Horqin-Banner des Linken Flügels (科尔沁左翼中旗), 9.811 km², 530.000 Einwohner (2004), Hauptort: Großgemeinde Baokang (保康镇);
- Hinteres Horqin-Banner des Linken Flügels (科尔沁左翼后旗), 11.476 km², 400.000 Einwohner (2000), Hauptort: Großgemeinde Ganjag (甘旗卡镇).

## Ethnische Gliederung der Bevölkerung von Tongliao (2000)
Beim Zensus 2000 wurden 3.028.419 Einwohner gezählt (Bevölkerungsdichte 50,87 Einw./km²).
| Name des Volkes | Einwohner | Anteil  |
| --------------- | --------- | ------- |
| Han             | 1.548.721 | 51,14 % |
| Mongolen        | 1.373.470 | 45,35 % |
| Mandschu        | 88.654    | 2,93 %  |
| Hui             | 12.447    | 0,41 %  |
| Koreaner        | 2.709     | 0,09 %  |
| Xibe            | 781       | 0,03 %  |
| Daur            | 492       | 0,02 %  |
| Sonstige        | 1.145     | 0,03 %  |

## Söhne und Töchter der Stadt
- Wuyuntana, Sängerin
- Jiang Luxia (* 1986), Nationale Meisterin im Wushu, Kampfkünstlerin und Schauspielerin
- Meng Zhao Juan (* 1989), Radrennfahrerin
- Wu Zhiqiang(* 1994), Sprinter

## Städtepartnerschaften
Tongliao listet folgende beiden Partnerstädte auf:
| Stadt        | Land                 | seit |
| ------------ | -------------------- | ---- |
| Debrecen     | Észak-Alföld, Ungarn | 2008 |
| Tschoibalsan | Dornod, Mongolei     | 2018 |